# 3318 Blixen
3318 Blixen là một tiểu hành tinh vành đai chính được phát hiện bởi Poul Jensen và Karl Augustesen vào năm 1985. Tiểu hành tinh có đường kính 23.5 km in diameter, và is đặt tên theo Karen Blixen, the Danish novelist.